# エグゼクティブセンター
エグゼクティブセンター(The Executive Centre)は、中華人民共和国香港特別行政区に本社を置く、ビジネスにあったワークスペースを提供する企業。日本、中華圏、韓国、東南アジア、インド、スリランカ、オーストラリア、中東などの世界14カ国32都市に135カ所以上の拠点を運営中。

## 国内拠点

### 東京
- 京橋エドグラン：東京都中央区京橋2-2-1京橋エドグラン26階
- 神宮前タワービルディング：東京都渋谷区神宮前1-5-8神宮前タワービルディング12～14階
- 山王パークタワー：東京都千代田区永田町2-11-1山王パークタワー3階
- 新丸の内センタービル：東京都千代田区丸の内 1-6-2新丸の内センタービル20、21階
- 六本木ヒルズノースタワー：東京都港区六本木6-2-31六本木ヒルズノースタワー17階
- セルリアンタワー：東京都渋谷区桜丘町26-1セルリアンタワー15階

### 横浜
- みなとみらいセンタービル：神奈川県横浜市西区3-6-1みなとみらいセンタービル19階